# Enrico Ramírez-Ruiz
Enrico Ramírez-Ruiz es un astrónomo y astrofísico mexicano. Se desempeña como profesor en la Universidad de California en Santa Cruz.

## Biografía

### Primeros años
Nació y creció en la Ciudad de México. Completó sus estudios universitarios en física en la Universidad Nacional Autónoma de México. Completó sus estudios de doctorado en la Universidad de Cambridge.

### Carrera
Actualmente ocupa la cátedra presidencial Vera Rubin de física y astronomía en la Universidad de California en Santa Cruz. Fue becario Chandra y Bahcall de la NASA en el Instituto de Estudios Avanzados de la Universidad de Princeton. Es miembro de la Academia Estadounidense de Artes y Ciencias desde 2020 y en la Academia Mexicana de Ciencias desde 2010. En 2019, recibió el premio HEAD Mid-Career Prize de la Sociedad Astronómica Estadounidense  . En 2021, la Sociedad Estadounidense de Física le otorgó la Medalla Dwight Nicholson por su Divulgación.
Fundó el Instituto Lamat en la Universidad de California en Santa Cruz en 2009 para brindar oportunidades de investigación en STEM a estudiantes universitarios que quieran transferirse a universidades de cuatro años y asistir a una escuela de posgrado. La filosofía del Instituto Lamat se basa en la promoción de una tutoría eficaz y el diseño crítico de proyectos de investigación. En febrero de 2022, recibió el Premio Presidencial a la Excelencia en Mentoría en Ciencias, Matemáticas e Ingeniería por crear el Instituto Lamat y expandir los programas de investigación en STEM.
Como astrofísico teórico, estudia los procesos astrofísicos violentos relacionados con el crecimiento de sustancias en las estrellas de neutrones y los agujeros negros. Estableció un marco para organizar y analizar nuevos datos provenientes de instrumentos astronómicos, como telescopios y sondas. Si trabajo también incluye el uso de modelos informáticos que simulan la muerte de las estrellas. Su trabajo ha contribuido a esfuerzos más amplios relacionados con el origen del universo.

## Publicaciones seleccionadas
- Kasen, D., Metzger, B., Barnes, J., Quataert, E. y Ramirez-Ruiz, E., "Origen de los elementos pesados en fusiones de estrellas de neutrones binarias a partir de un evento de ondas gravitacionales". Nature, 551(7678):80–84, octubre de 2017. doi: 10.1038/nature24453.
- Guillochon, J. y Ramírez-Ruiz, E., “Simulaciones hidrodinámicas para determinar la tasa de alimentación de los agujeros negros por la disrupción de las mareas de las estrellas: la importancia del parámetro de impacto y la estructura estelar” The Astrophysical Journal, 767(1):25, marzo de 2013. doi: 10.1088/0004-637x/767/1/25.
- Gehrels, N., Ramirez-Ruiz, E., y Fox, D., "Estallidos de rayos gamma en la era iswift/i. Revista anual de astronomía y astrofísica, 47(1): 567–617, septiembre de 2009. doi: 10.1146/annurev.astro.46. 060407.145147.
- Roberts, LF, Kasen, D., Lee, WH y Ramirez-Ruiz, E., "Transitorios electromagnéticos impulsados por la desintegración nuclear en las colas de marea de sistemas binarios compactos coalescentes". The Astrophysical Journal, 736(1):L21, julio de 2011. doi: 10.1088/2041-8205/ 736/1/l21.